# Demetri de Falèron
Demetri de Falèron (Demetrius Phalereus, Δημητριος), fou un orador, home d'estat, filòsof i poeta grec.

## Biografia
El seu nom li ve de la ciutat on va néixer, el demos àtic de Falèron (Phalerus) on va néixer el 345 aC, fill de Fanostrat, de família sense rang ni propietats.
Es va educar amb constància al costat del poeta Menandre d'Atenes a l'escola de Teofrast i va començar la seva carrera publica el 325 aC al temps de les disputes sobre Harpalos, i va adquirir forta reputació pel seu talent com orador.
Fou membre del partit de Foció i a la mort d'aquest el 317 aC va dirigir el partit i fou fidel a Cassandre que el va col·locar al front de la ciutat d'Atenes, que va governar deu anys, rebent dels atenencs grans distincions i no menys de 360 estàtues.
El 307 aC es va acostar a Atenes Demetri Poliorcetes i Demetri de Falèron va haver de fugir. En absència fou condemnat a mort i el seu amic Menandre va estar a punt de morir; les seves estàtues foren demolides. Quan se'n va assabentar, va dir: "però no han enderrocat la virtut per la qual les havien erigit".
Demetri va anar a Tebes i d'allí a Egipte a la cort de Ptolemeu I Sòter on va viure uns quanta anys i es diu que va revisar les lleis egípcies. A Egipte es va dedicar a la literatura.
Ptolemeu II Filadelf li fou hostil, segurament per haver aconsellat al seu pare que nomenés un altre successor, i fou enviat exiliat a l'Alt Egipte on va morir de la picada d'una serp vers el 283 aC.
Fou un orador elegant però inferior a Demòstenes i alguns els seus successors. Els seus escrits, redactats a Egipte en la seva major part, van tractar els més variats temes (Diògenes Laerci en dona la llista) i va escriure obres d'història, filosofia, poesia i altres, totes les quals s'han perdut. Un llibre d'eloqüència (περὶ ἑρμηνείας) que se li atribueix, no és obra seva sinó de Demetri d'Alexandria.